# トゥドル・ウラジミレスク

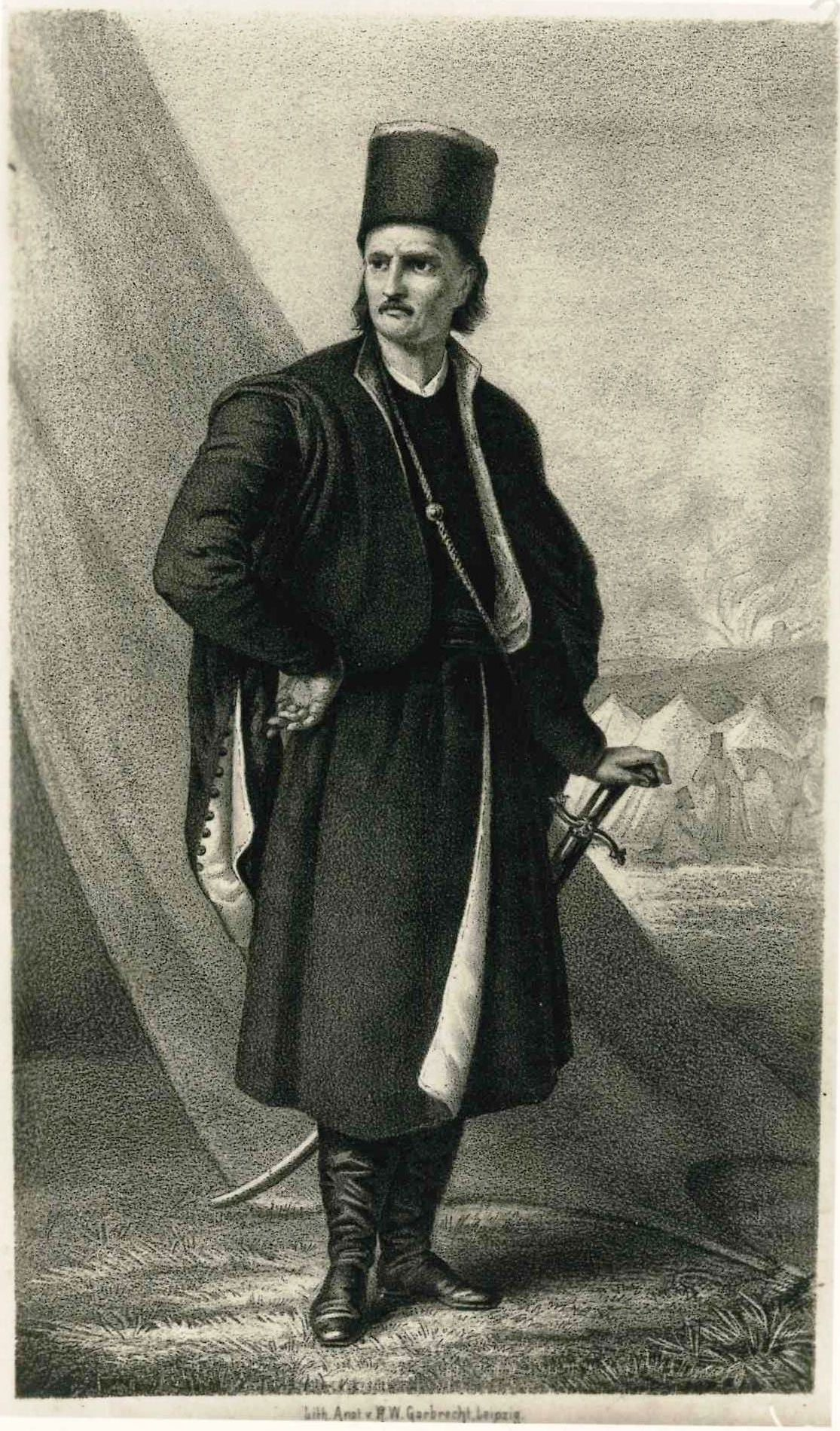
トゥドール・ヴラディミレスク

トゥドール・ヴラディミレスク（ルーマニア語:Tudor Vladimirescu 1780年 - 1821年6月8日）は19世紀のワラキア（現在のルーマニア南部）で行われたワラキア蜂起の指導者。

## 蜂起まで
オルテニアゴルジュ県ヴラディミル (en) の自由農民として生まれ、オーストリアと家畜交易に従事していた。トゥドールは若い頃から民兵（パンドゥル） (en) に編入されて、さらにある程度の教育を受けた結果、教育、商業、事務などで就業して両親の地位以上に出世し、1806年にはクロシャニ(ro)のヴァタフ（山道）監督に任命された。トゥドールはワラキア蜂起を起こすまでその地位に留まった一方で同じ年に勃発した露土戦争 (1806年) (en) にルーマニア人で構成されたパンドゥーリ（民兵）を率いてロシア軍に参加、この戦争で功績を挙げたトゥドールは聖ウラジーミル勲章 (en) を授与した上で中尉に昇進、ロシア軍に庇護された。露土戦争参加中、トゥドールは後にセルビア蜂起に加わるセルビア人頭目らと関係を持つことになった。
露土戦争以降、トゥドールは商業活動を始め、トランシルヴァニア、ブダペスト、ウィーンを訪れることがあったが、1814年から1815年にかけてウィーンに滞在した際、ロシア皇帝の側近であった後のギリシャ初代大統領イオアニス・カポディストリアスなどと関係を結んでいた。
この頃、ワラキアではオスマン帝国による支配、いわゆるファナリオティスたちの統治による不満が高まっていた。そのため、ワラキアでは1816年にオスマン帝国からの支配を脱却するための秘密組織が結成され,150人ほどの規模となっていた。
1814年、ギリシャ人らがオスマン帝国からの独立を目指す組織、フィリキ・エテリアが結成されるとオスマン帝国からバルカン半島のキリスト教系諸民族を独立させるために彼らの蜂起を扇動した。そして1820年、スペイン、イタリアで革命運動が勃発するとフィリキ・エテリア指導者アレクサンドル・イプシランティスはワラキア、モルダヴィア両公国で蜂起することを選択した。トゥドールはフィリキ・エテリアには参加しなかったが、これに合わせて蜂起することを承諾した。

## 蜂起の開始

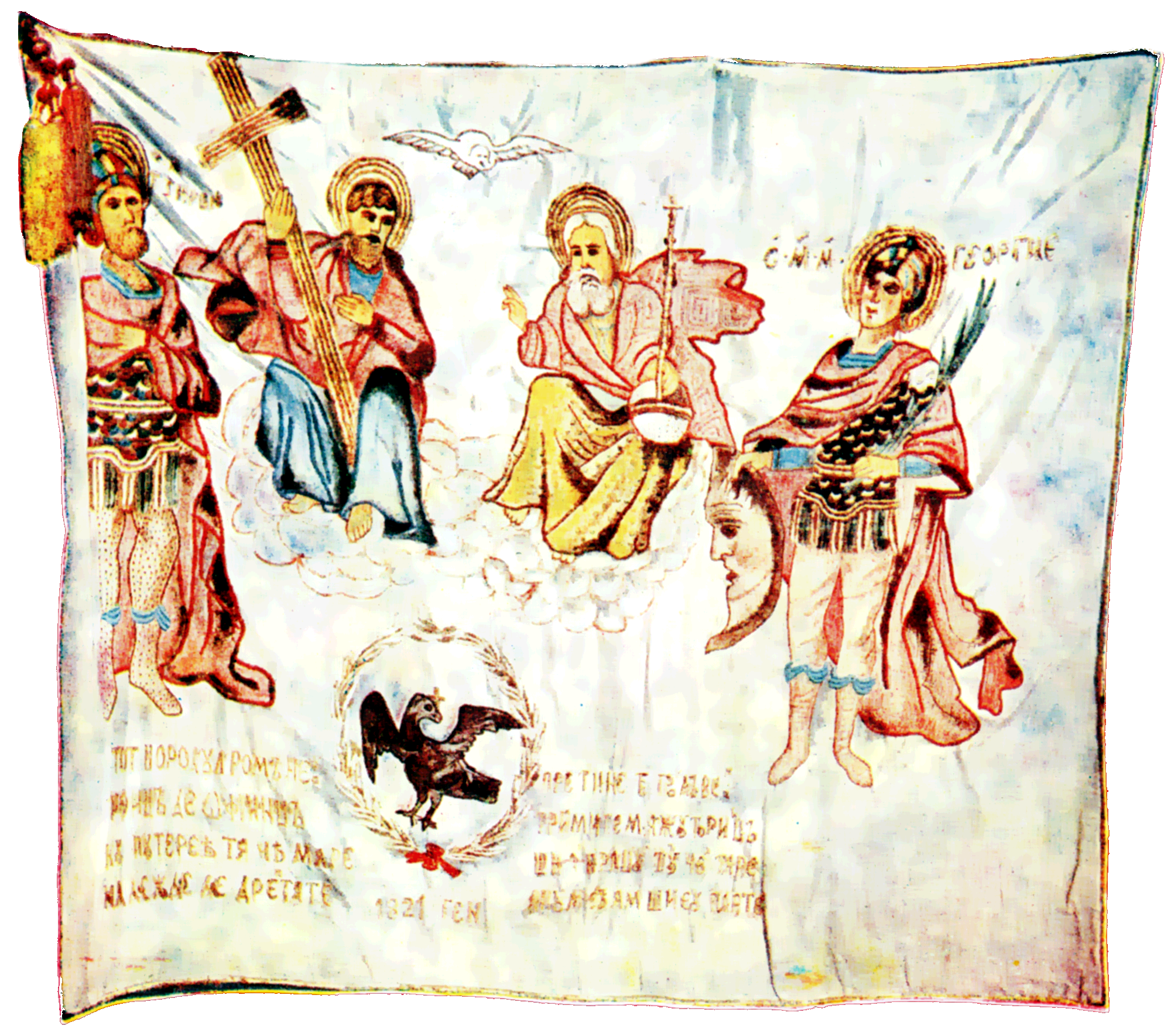
ワラキア蜂起でトゥドール軍が用いた旗

1821年、ワラキア公アレクサンドル・スツォフ (en) が死去するとフィリキ・エテリアに参加していたルーマニアの貴族（ボィエール） (en) たちは統治委員会を結成、ワラキア公国を掌握した上でトゥドールと盟約を結んだ。そしてトゥドールはボイエールらと打ち合わせてオスマン帝国軍をドナウ川方面へ引き寄せてフィリキ・エテリア軍司令官イプシランティス率いるフィリキ・エテリアの義勇軍がペロポネソス半島へ向かえるようにする手はずとなった。
1821年1月19日（旧暦1月18日）、トゥドールはオルテニアへ向かい、正義と自由を近いながら周辺地域住民らに武器をとって戦うよう檄を飛ばしたが、これにはオルト川西側の県が呼応した。ヴラディミルはティスマナ修道院(ro)に到着すると1月23日（旧暦2月4日）パデシュ宣言(ro)を発表、ワラキア全土に蜂起が拡大しトランシルヴァニアにも波及したが、モルダヴィアは地域的に孤立している上にオスマン帝国に対して対抗する意識が薄かったためさほど動揺が広がらなかった。
パデシュ宣言ではこの蜂起においてパデシュに集合したパンドゥルと農民らが代表となって人民集会を形成、彼らがワラキア住民の代表となることが宣言されており、この宣言を聞いた何千人もの農民らがトゥドールの下へ集結した。
そしてトゥドールは厳格な軍紀を制定したがトゥドールの蜂起に参加した住民らは貴族、修道院を襲って貯蔵物を分配するなど永年の圧政に対する怒りを爆発させたが、トゥドールはこれを取り締まった。そしてティスマナ(ro)、ストレハイア(ro)、モトル(ro)の修道院を占領してオスマン帝国に対向するための用意を行った。そしてさらに公国の財政、行政にも手を打つために副代官を罷免して商人らに行政権、軍事権を与えたがこれは貴族らの圧力の前に取り消さざるを得なかった。
さらにトゥドールはオスマン帝国が介入しないようにするため、オスマン帝国に対して忠誠を誓い、あくまでも今回の蜂起はファナリオティスによるワラキア支配への反対運動であることを覚書に認めて送った。そしてロシア、オーストリアにも各所を送り、今回の蜂起は圧政に対する蜂起であり、支持と軍事介入を要求した。
これに対して統治委員会はトゥドールが発表した宣言がオスマン帝国に知られることを恐れたために矮小化、どうしても報告をオスマン帝国へ送らなければならない場合もただの騒ぎであるよう見せかけるために努力した。そしてトゥドール軍を制御下に置くために部隊を派遣したがこの部隊はトゥドール陣営に加わった。
彼らを加えたトゥドール軍はオルテニア兵5,000名、アルバニア騎兵1,500名を加えた軍勢でブカレストへ進撃、3月16日にブカレスト郊外のボレンティン・ヴァーレに到着したが、ロシア皇帝アレクサンドル1世がこの蜂起を非難してトゥドールの聖ウラジーミル勲章を剥奪、ロシア軍の庇護を否定した。そのため、フィリキ・エテリアが想定していたロシア軍の支援が受けられないことが確定してしまったため、ブカレストの統治委員会の主要メンバーはトランシルヴァニアへ逃走した。
この状況においてブカレスト守備隊司令官ビムバシャ・サヴァはイプシランティスが到着する前にトゥドールの入城を阻止しようとしたが、4月6日（旧暦3月21日）にブカレストへ入城したトゥドールらを住民らは熱狂的に歓迎した。そのため、トゥドールはボレンティン・ヴァーレで市民らへ呼びかけを行ない、権利を回復するための協力、ブカレスト市民も国の一員であること、祖国への愛を忘れることは許されないことを訴えた。そしてブカレスト市内のギルドへ呼びかけて各ギルドが2名の代表を送るよう求めると各ギルドは10名の代表を送った。
しかし統治委員会のメンバーが逃走したことはトゥドールの行動に法的正当性を失わせることになっていたため、トゥドールは貴族らとの間で協定を結び一時的に国を支配すること確認、貴族らもトゥドールの行動が国土回復、人民の利益に有効であるとした。そして貴族らはオスマン帝国に対してトゥドールの活動は正当な権利であることを伝えはしたが、貴族らはイプシランディスらが到着するまで日和見的立場をとっていた。
1821年3月6日（旧暦2月28日）、モルダヴィアで蜂起を開始したアレクサンドル・イプシランティスはヤシで兵力、資金を集めた上でブカレストのコレンティナ (en) に到着したが、トゥドールはイプシランティスとの面会を1週間遅らせた。
会談においてイプシランティスはトゥドールに対してロシア軍がまもなく到着するから命令に従うよう要請した。トゥドールはこれを拒否をしたが、トゥドールはイプシランティスとの諍いが発生することを恐れてフィリキ・エテリア軍には食料を有償で供給することを約束、イプシランティスがトゥドールの率いる軍を傭いたいという要請も拒否した。しかし、ロシア皇帝アレクサンドル1世よりイプシランティスの行動を非難、総領事ピニを退去させた上でオスマン帝国がワラキア、モルダヴィア両公国に兵を送ることを認める文書が到着するとイプシランティスはトランシルヴァニア方面のトゥルゴヴィシテへ移動、トゥドールはイプシランティスが退去すると同時にブカレストを占領、ミハイ・ヴォダ(ro)、ラドウ・ヴォダ(ro)、メトロポリタン(ro)の各修道院を占領してイプシランティスの元へ逃亡しようとしていた統治委員会委員をディニク・ゴレスク(ro)のベルヴェデーレ別荘へ監禁、したことでトゥドールのワラキア公国支配が成立した。
トゥドールはワラキアの支配を確立したことで施策を開始、布告を発して減税、農民の保護を行ったが。それを受けたワラキアの人々らは彼を『トゥドール公』と読んだ。そのため、民衆等の支持も増し、トゥドール率いる軍勢に多くの人々が参加した。そして人民集会が事実上、ワラキアを守り得る唯一の組織であったが、トゥドールはオスマン帝国との協定成立を願い、また、貴族、僧侶などの支配者層との協調を望んでいた。そのため、ヴィディン、ブライラのパシャらと連絡してあくまでも今回の蜂起はファナリオティスらによる過酷な支配に対抗するためのものでオスマン帝国へ服従し、忠誠を誓うことを約束した。
パシャとの連絡でパシャらはトゥドールらに武装放棄するよう求めていたが、トゥドールは武装無くして国の危機を救うことはできないと判断、抵抗の準備を始め、各財政単位で2名の兵を徴募するよう事実上の徴兵を行なった上でコトロチェニ兵営を要塞化して兵の訓練を行い、イプシランティスによってドナウ川沿いのエテリア軍の総司令官であったアルバニア傭兵の司令官サヴァを陣営に引き入れてさらに軍勢の強化を行なおうとした。

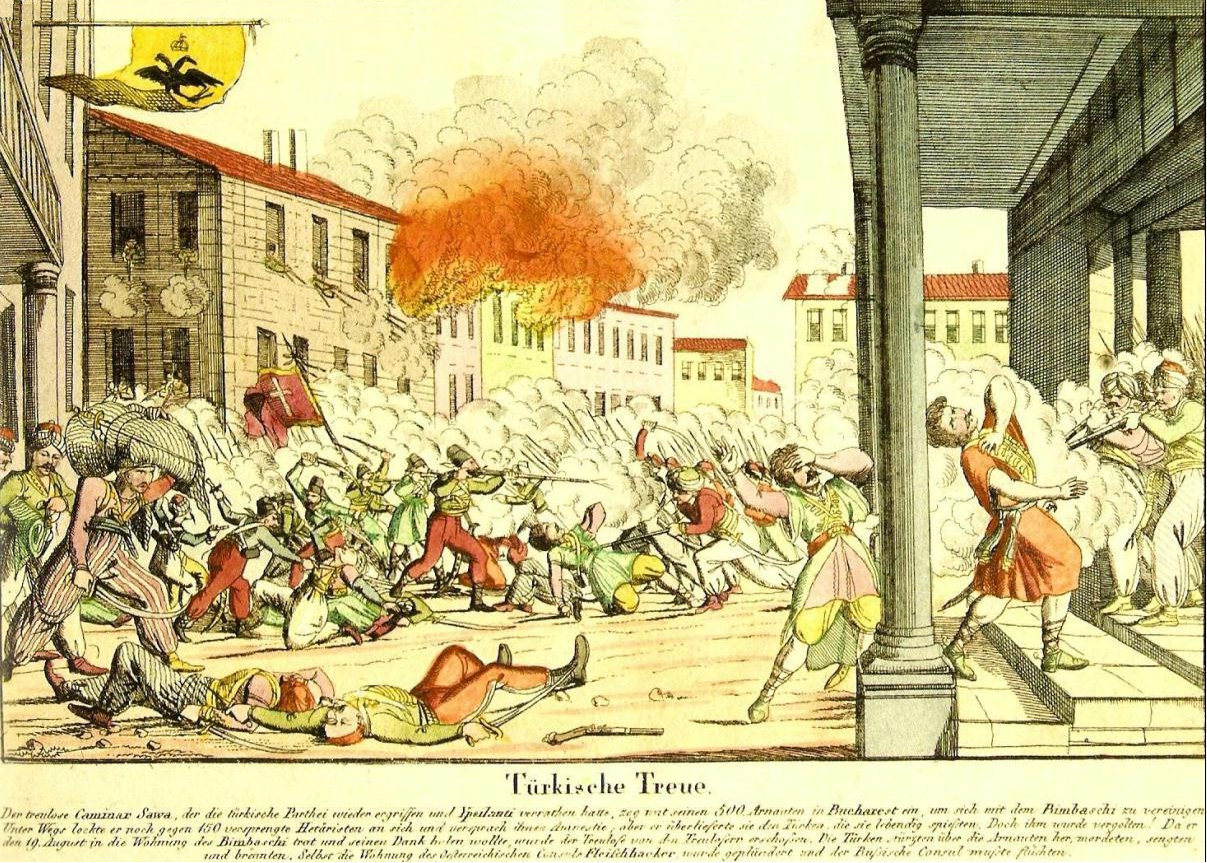
ブカレストで戦う義勇軍

しかし、サヴァ、ヨルダケ・オリンピオットらとともにはオスマン帝国と盟約を結んでおり、エテリア軍弾圧に参加していた。そして5月13日（旧暦5月1日）、ワラキアへ侵攻したオスマン帝国軍がブカレストに接近すると、5月27日（旧暦5月15日）、トゥドールはブカレストが戦火に塗れることを恐れて兵を引き上げてピテシチへ移動、オルテニアの要塞化された僧院へ撤退しようとした。しかし、トゥドールがアルジェシにあるアルジェシ川 (en) の橋でヨルダケ・オリンピオットと面会するとヨルダケはトゥドールをゴレシチ邸へ無理やり滞留させた上でイプシランティスに引渡した。6月8日（旧暦5月27日）イプシランティスは裁判無しにトゥドールを殺害した。
指揮官であるトゥドールを失ったトゥドール軍はイプシランティスの配下になったもの、オルテニアへ撤退したものに別れた。イプシランティスの配下になったものはドラガシャニの戦いでイプシランティス率いるフィリキ・エテリア軍とともに壊滅、オルテニアに撤退した方は僧院へ立てこもり、1ヶ月以上、オスマン帝国軍に抵抗したが、結局、壊滅した。
そしてイプシランティスはトランシルバニアにアルバニア傭兵部隊とともに逃亡したが、オスマン帝国の追撃は激しく、イプシランティスはオーストリアへ、アルバニア傭兵はブゴヴィナ、ベッサラヴィアへ逃亡した。そしてアルバニア傭兵部隊司令官サヴァもブカレストで殺害され、ここにワラキア蜂起は幕を閉じた。

## 顕彰
ルーマニア社会主義共和国では、トゥドル・ウラジミレスク勲章とメダルが制定された。彼の名前は、第二次世界大戦中に赤軍と共にドイツ軍と戦った第1ルーマニア義勇師団(ro)に冠され、また25ルーマニア・レウ紙幣に肖像が用いられた。